# Clarac (Hautes-Pyrénées)
Clarac település Franciaországban, Hautes-Pyrénées megyében. Lakosainak száma 162 fő (2022. január 1.).

## Fekvése
Clarac Moulédous, Bordes, Peyraube, Sinzos és Labarthe-Rivière községekkel határos.

## Népesség
A település népességének változása:
| Lakosok száma | 180  | 181  | 186  | 180  | 174  | 169  | 163  | 160  | 162  |
|               | 2013 | 2015 | 2016 | 2017 | 2018 | 2019 | 2020 | 2021 | 2022 |